# تالاب دلتای رود گز و حرا
تالاب بین‌المللی دلتای رود گز و رود حرا با وسعت ۲۷ هزار و ۸۲۷ هکتار یکی از تالاب‌های استان هرمزگان است که در فهرست تالاب‌های کنوانسیون رامسر به ثبت رسیده‌است. در این تالاب دو گونه گیاهی آبزی حرا و چندل می‌رویند و زیستگاه پرندگان آبزی و کنار آبزی مانند پلیکان پاخاکستری، صدف‌خوار، گیلانشاه حنایی، گیلانشاه بزرگ، عقاب خالدار، سارگپه پابلند، عقاب دریایی دم‌سفید و… محسوب می‌شود.

## موقعیت
تالاب دلتای رود گز و رود در مختصات جغرافیایی ۵۷ درجه و ۱۱ دقیقه تا ۵۷ درجه و ۲۰ دقیقه شمال شرقی و ۲۶ درجه و ۲۶ دقیقه تا ۲۶ درجه در شمال‌شرقی تنگه هرمز، در حدفاصل شهرستان‌های سیریک و جاسک در شرق استان هرمزگان قرار دارد. این تالاب با وسعت ۱۵هزار هکتار در سال ۱۳۷۵ در کنوانسیون رامسر به ثبت رسید. در سال ۱۳۸۷ وسعت این تالاب به ۲۷ هزار و ۸۲۷ هکتار افزایش یافت.

## ویژگی‌ها
از مجموع تالاب‌های بین‌المللی ایران چهار تالاب در استان هرمزگان قرار دارد و با توجه به شرایط اقلیمی و همجواری با دریا به استثنای جزیره شیدور، مابقی در خطوط ساحلی قرار گرفته‌اند.
ویژگی اصلی این تالاب‌ها وجود جنگل‌های حرا و بسترهای گِلی گسترده‌است که امکان مناسبی را برای تولیدمثل، زمستان‌گذرانی و تغذیه بسیاری از پرندگان با درجه حفاظتی بالای جهانی را تشکیل می‌دهند. علاوه بر آن دلایلی همچون عمق مناسب امنیت، تلاطم کم و سطح زیستی فراوان هم باعث شده تا نواحی بسیار مناسبی برای تولیدمثل آبزیانی همچون لارو میگو باشد.
از مزیت‌های تالاب‌های بین‌المللی هرمزگان، واقع شدن در مسیر عبور آب‌های سیلابی به سمت دریا و واقع شدن در کنار دریاست که جنگل‌های حرا و مانگرو را در خود جای داده‌است.

## تالاب آذینی
تالاب یا خور آذینی از شگفت‌انگیزترین تالاب‌های گرمسیری ایران و از مهم‌ترین خورهای تالاب بین‌المللی دلتای رود گز و حرا است که ویژگی منحصر به فرد آن وجود دو گونه گیاهی حرا و چندل است. اغلب جنگل‌های حرا (مانگرو) در خلیج فارس شامل گونه حرا هستند، اما گونهٔ چَندَل فقط در خور آذینی می‌روید که تنها گونه درختی زنده‌زای کشور است.

## حیات وحش
مصب رود گز و رود حرا مکان زمستان گذرانی باارزشی برای پرندگان آبزی و کنار آبزی مانند پلیکان پاخاکستری، صدف‌خوار، گیلانشاه حنایی، گیلانشاه بزرگ، عقاب خالدار، سارگپه پابلند، عقاب دریایی دم‌سفید و… محسوب می‌شود. همچنین در این منطقه پرندگانی همچون حواصیل بزرگ و حواصیل هندی جوجه‌آوری می‌کنند.
علاوه بر این تیهو، دلیجه، بلبل خرما و لیکو هم از جمله پرندگان خشک‌زی هستند که در حاشیه تالاب وجود دارند. به علت جزر و مدی بودن تالاب بسیاری از ماهیان دریای عمان نیز وارد تالاب آذینی می‌شوند.

## عوامل تهدیدکننده اکوسیستم مانگرو
- قاچاق سوخت و کالا
- ورود انواع فاضلاب حاصل از فعالیت‌های انسانی
- فعالیت‌های صیادی با استفاده از تورهای خوربند و مشتا
- وجود صنایع آلاینده و توسعه احتمالی این‌گونه صنایع
- همجواری مناطق مسکونی با مناطق حفاظت‌شده
- وجود سایت‌های پرورش میگو
- قطع درختان جهت تعلیف دام و تهیه سوخت به‌ویژه در سال‌های بروز و تداوم خشک‌سالی
- موش سیاه حرا
- بیماری[۷]